# Vittore Carpaccio
Vittore Carpaccio (Venezia, 1465 circa – Capodistria, 1525/1526) è stato un pittore italiano, cittadino della Repubblica di Venezia.
Protagonista della produzione di teleri a Venezia a cavallo tra il XV e il XVI secolo, Carpaccio è oggi considerato il miglior testimone della vita, dei costumi e dell'aspetto della sua città di quegli anni. 

## Biografia

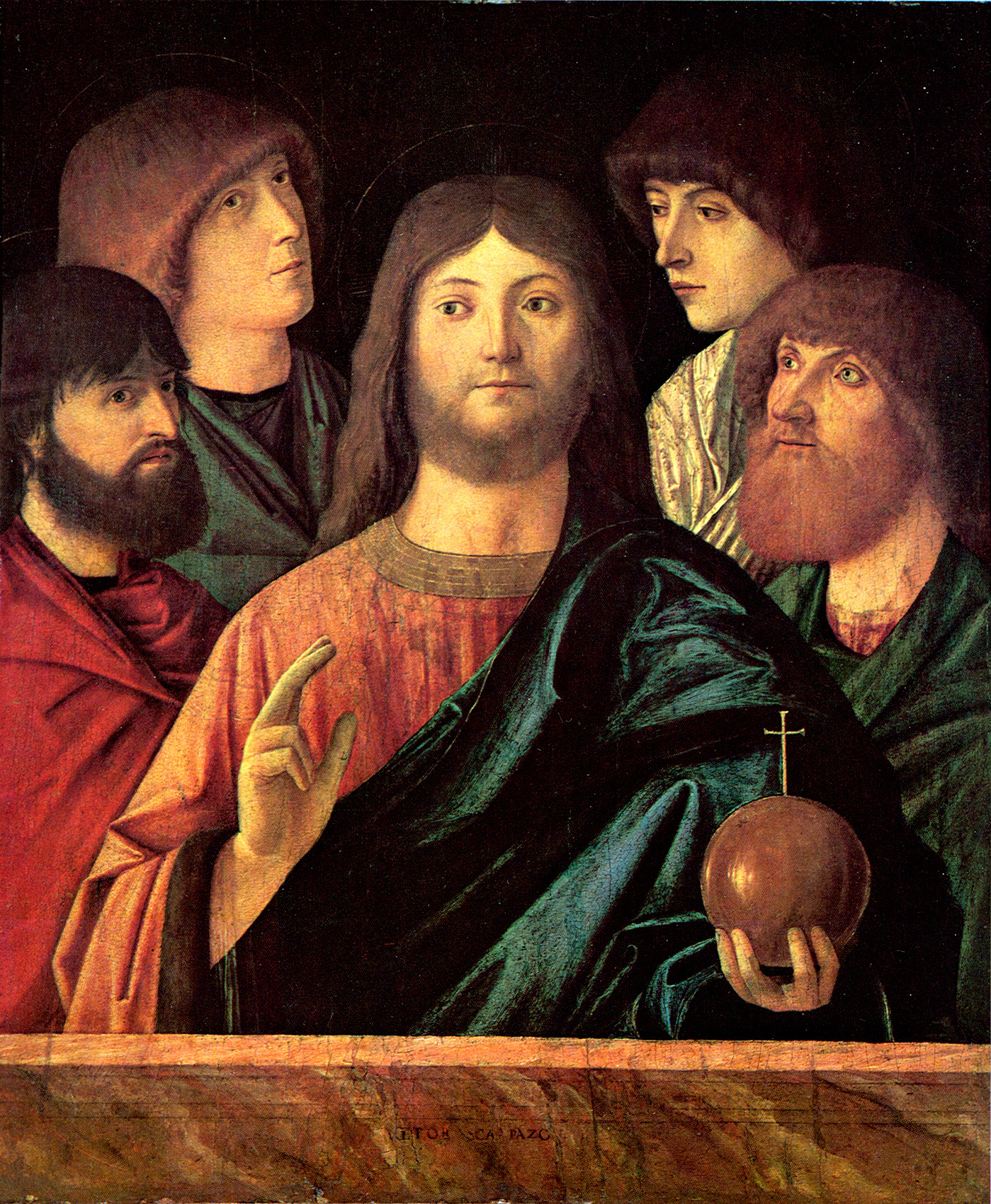
Redentore benedicente tra quattro apostoli

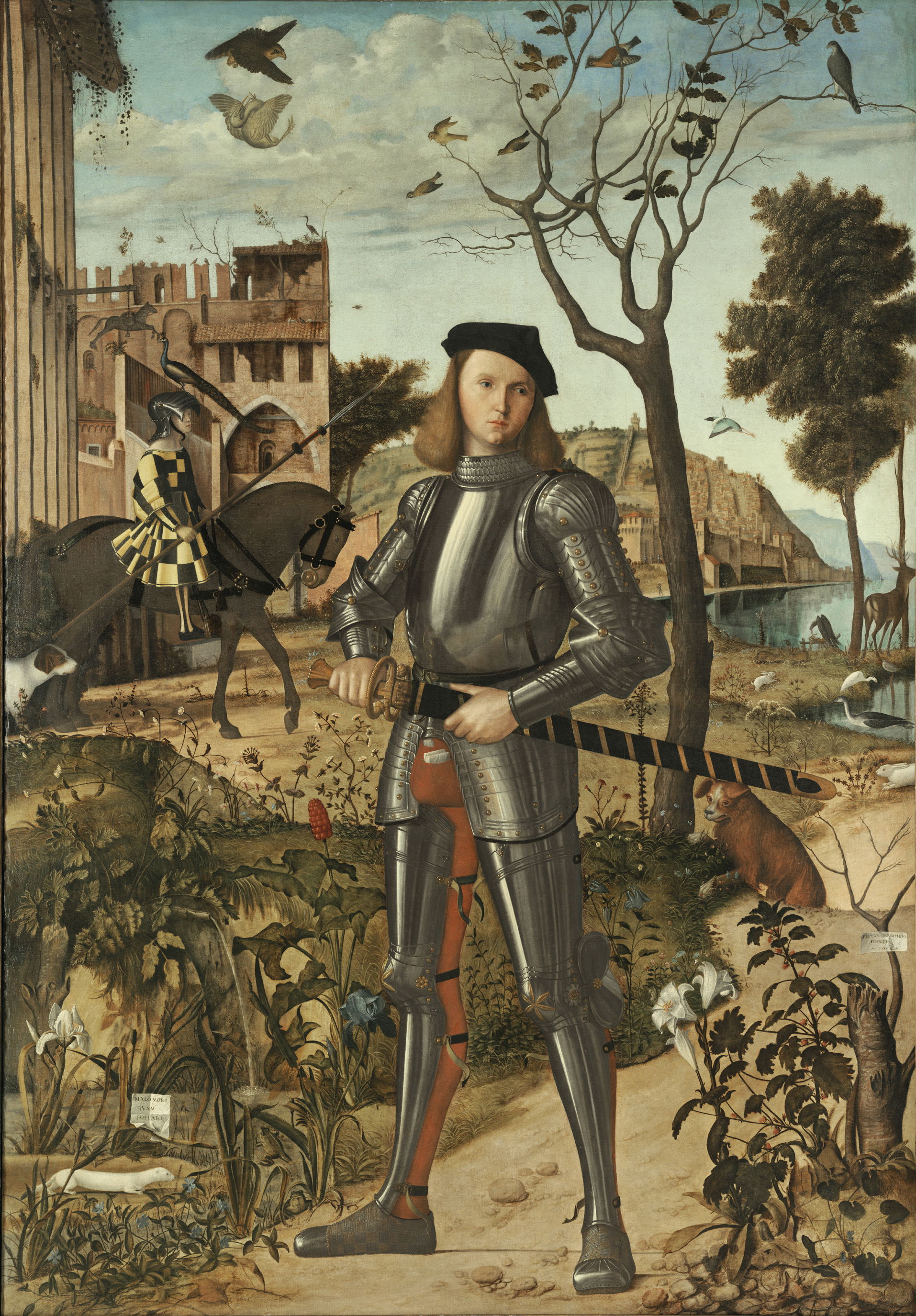
Ritratto di cavaliere, 1510

### Origini
Figlio di Pietro, un mercante di pelli, non se ne conosce né la data né il luogo di nascita. Il suo cognome era in realtà Scarpazza o Scarpazo, mentre Carpaccio è l'italianizzazione delle forme latine Carpathius e Carpatio con cui firmava le sue opere. Pare che gli Scarpazo fossero originari dell'isola di Mazzorbo e che il ramo da cui discese Vittore si fosse trasferito a Venezia nel Trecento, presso la parrocchia di San Raffaele arcangelo (chiesa dell'Angelo Raffaele, Dorsoduro).
Il primo documento che lo riguarda è il testamento dello zio, fra Ilario dei frati minori dell'Osservanza del convento di Sant'Orsola fuori le mura di Padova, al secolo Zuane (Giovanni) Scarpazza, datato 21 settembre 1472, nel quale viene designato erede subentrante in caso di lite fra i beneficiari; si può supporre che in quell'occasione Carpaccio fosse almeno quindicenne. Successivamente il suo nome compare in una quietanza d'affitto dell'8 agosto 1486, nella quale viene descritto di giovane età e ancora abitante nella casa paterna.
Nulla si conosce nemmeno del suo apprendistato, ma la qualità tecnica tra la prima opera nota (le Storie di Sant'Orsola del 1490) e i lavori immediatamente successivi risulta di molto migliorata, facendo intuire che Carpaccio fosse in quegli anni ancora giovane e in piena formazione.
La città lagunare godeva allora di una fase di grande prestigio e ricchezza grazie anche a importanti successi militari e commerciali e commissioni artistiche, delle quali Carpaccio fu, a partire dagli anni novanta, uno dei protagonisti.

### Formazione
La prima opera sicuramente datata di Carpaccio è un episodio delle Storie di sant'Orsola (Arrivo dei pellegrini a Colonia), dove si riscontra un certo imbarazzo giovanile nella tecnica e nella forma artistica. Un ristretto gruppo di opere è stato riferito, tramite il confronto stilistico, a questa prima fase della produzione dell'artista, leggermente anteriore al ciclo di Sant'Orsola. Si tratta del Redentore benedicente tra quattro apostoli e della Pietà della Collezione Contini Bonacossi di Firenze, e del Polittico di Zara, nella cattedrale della città adriatica. La presenza di un'opera giovanile in Istria ha anche fatto pensare a una probabile origine da Capodistria del pittore.
In queste opere si nota una prima assimilazione del retaggio di Antonello da Messina e dei pittori nordici, nell'individuazione fisiognomica dei personaggi e nella cura dei dettagli. Il segno grafico e puntiglioso, con le tipiche pieghe accartocciate dei panneggi, deriva da fonti ferraresi e dall'onda lunga della scuola padovana, ancora praticata a Venezia dai "mantegneschi" Vivarini. I soggetti dominano rispetto allo sfondo, spesso petroso, con relazioni spaziali e prospettiche non ordinate geometricamente in maniera unitaria, come faceva Gentile Bellini.
Giulio Carlo Argan evidenzia che la pittura di Carpaccio "vede e comunica ciò che si vede", non vuole incitare l'osservatore a pregare, filosofare o fantasticare. Il suo è "vedutismo" che si rifà alla cultura empirica diffusa in quel tempo dall'Università di Padova, dove dominava lo studio della dottrina di Aristotele. Questa cultura pittorica, "fondata sulla positività dell'esperienza", giungerà, attraverso Paolo Veronese e Jacopo Bassano, fino a Canaletto. Carpaccio, inoltre, costruisce una nuova concezione dello spazio: uno spazio fatto di cose e non più di linee prospettiche, di forme geometriche e proporzioni.

### Scuola di Sant'Orsola

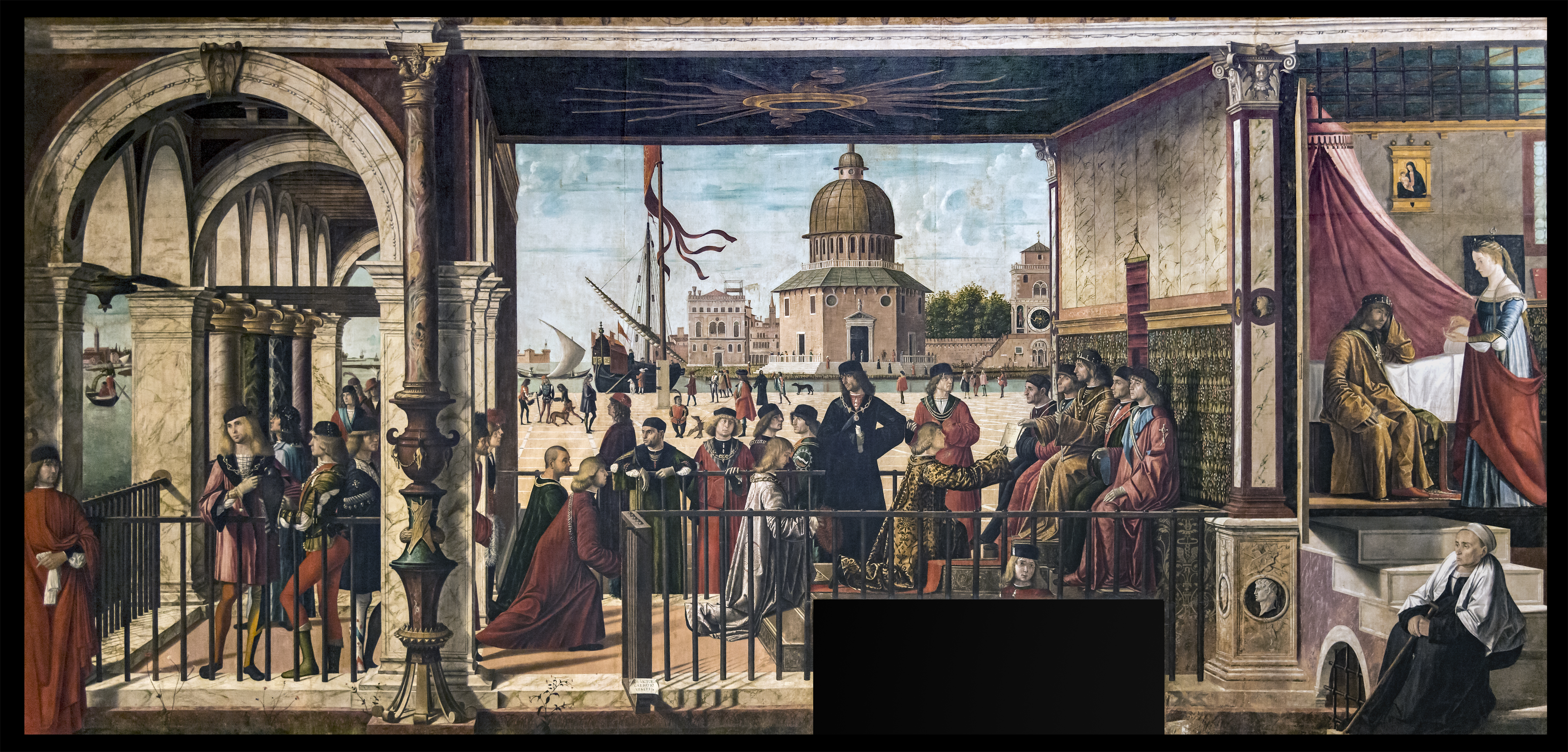
Arrivo degli ambasciatori inglesi

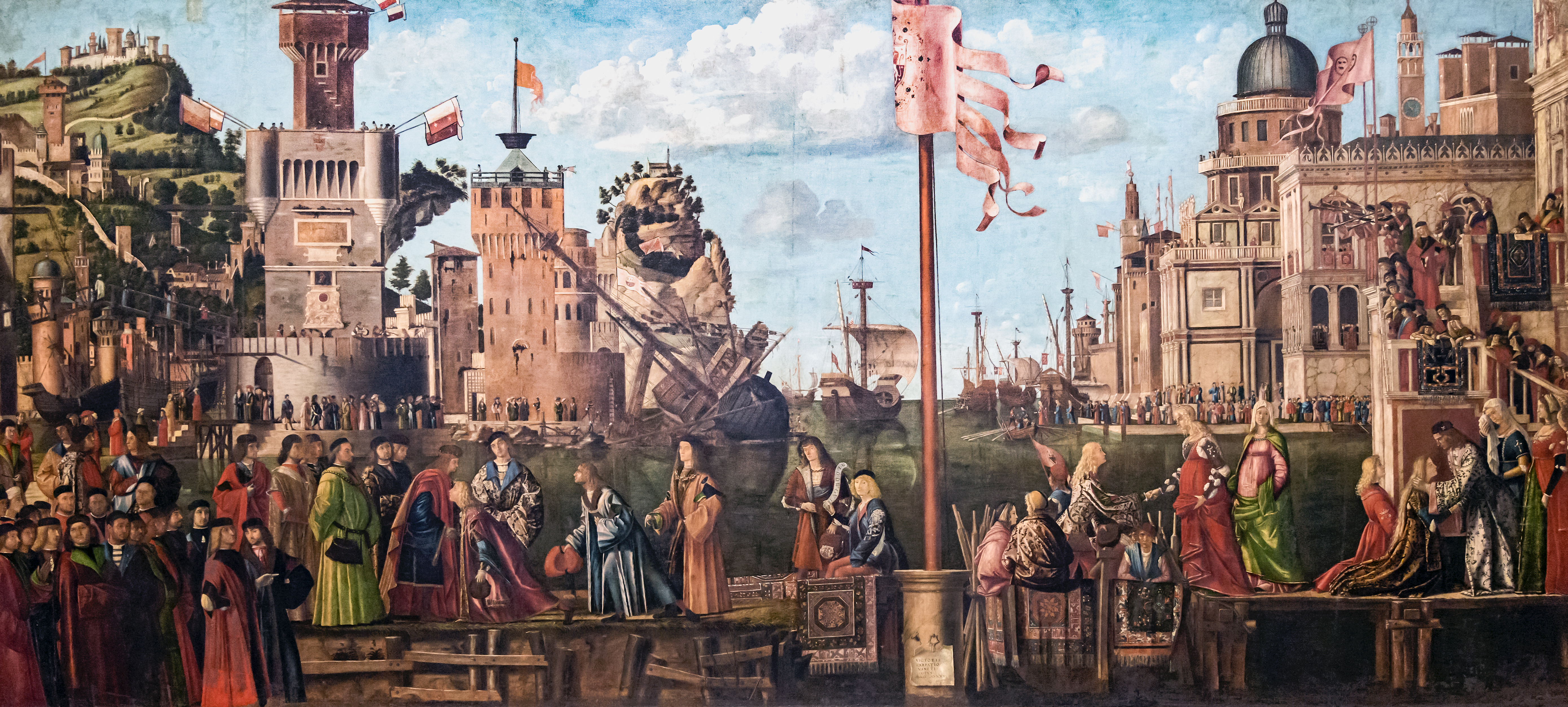
Partenza dei pellegrini

Dal 1490 al 1495 fu impegnato in una prima grande commissione, la realizzazione dei nove teleri con le Storie di sant'Orsola per la Scuola della santa omonima (ora conservati alle Gallerie dell'Accademia di Venezia), un ciclo ispirato sia alla Legenda Aurea  sia soprattutto a una tarda Passio della principessa.
Nell'eseguire i teleri Carpaccio non poté seguire l'ordine normale del racconto, ma, a giudicare dalle date su alcuni dei dipinti e dai confronti stilistici negli altri, lavorò a ciascuna storia man mano che una parete dell'edificio si rendeva disponibile rimuovendo i due antichi altari e i monumenti funebri (arche) dei confratelli defunti, tra cui anche quella dei Loredan.
L'impresa pittorica fu relativamente veloce. Nel 1493 il Sanudo, nel De origine situ et magistratibus urbis Venetiae, fece intendere che il ciclo fosse vicino al completamento, e già nel 1495, con l'Incontro dei fidanzati e partenza dei pellegrini, Carpaccio firmava l'ultimo cartellino leggibile, eseguendo probabilmente immediatamente dopo le tre tele della serie degli Ambasciatori.
Mettendo a confronto le opere giovanili con le quelle più recenti di Carpaccio è facilmente ravvisabile una maturazione tecnica molto rapida; la sua abilità tecnica poteva essere paragonabile a quella di Giovanni Bellini, a detta di molti il caposcuola veneziano dell'epoca. Nelle prime tele infatti sono presenti incertezze nella composizione prospettica e nell'orchestrazione della scena, dove manca un centro narrativo focale. Nelle opere successive, invece, le composizioni sono ordite con maggiore sicurezza in ampie panoramiche, con scorci profondi e squadri in prospettiva. I protagonisti, privi di forti significati sentimentali anche nelle scene più drammatiche, sono come sospesi in un ritmo lento e magico. Le tele presentano elementi compositivi legati tra loro da luce e colore e dettagli molto curati che indagano particolari delle architetture, dei costumi, del cerimoniale ufficiale, ma anche della vita quotidiana. Numerosi sono i ritratti di personaggi reali, soprattutto confratelli e membri della famiglia Loredan, i principali finanziatori del ciclo. La materia pittorica è ricca di dettagli ed effetti materici, ma anche reale, con note inequivocabilmente locali, negli scorci che ricordano Venezia e l'entroterra collinare veneto.

### Scuola di San Giovanni Evangelista

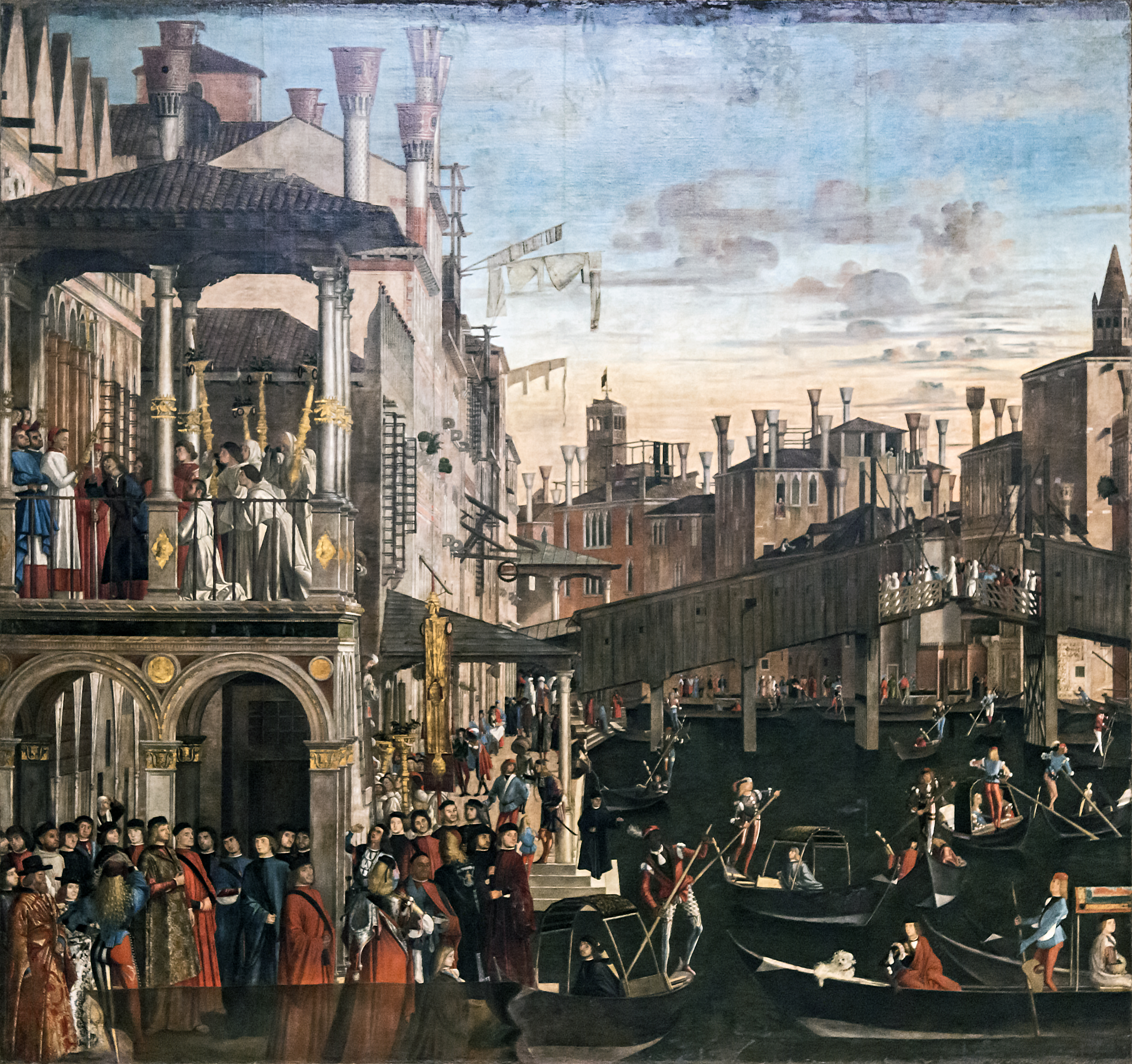
Miracolo della reliquia della Croce a Rialto

Sulla scorta del successo dei teleri di Sant'Orsola, Carpaccio venne invitato a partecipare anche a un altro grande ciclo che si andava dipingendo in quegli anni, quello per la Scuola Grande di San Giovanni Evangelista. Suo è il Miracolo della Croce a Rialto del 1496 circa, uno dei primi della serie che fu poi completata da Gentile Bellini e altri.
L'evento miracoloso si trova relegato nella loggia in alto a sinistra, mentre gran parte della tela è messo a disposizione della veduta urbana. La luce vibra su tutti i dettagli, generando una particolare atmosfera in cui sembra che l'aria circoli liberamente. L'opera, grazie alla sua capacità di focalizzarsi sui più piccoli dettagli, è considerata la migliore verità ottica veneziana, che non avrà rivali fino ai tempi del Canaletto..

### Opere a cavallo dei secoli XV e XVI

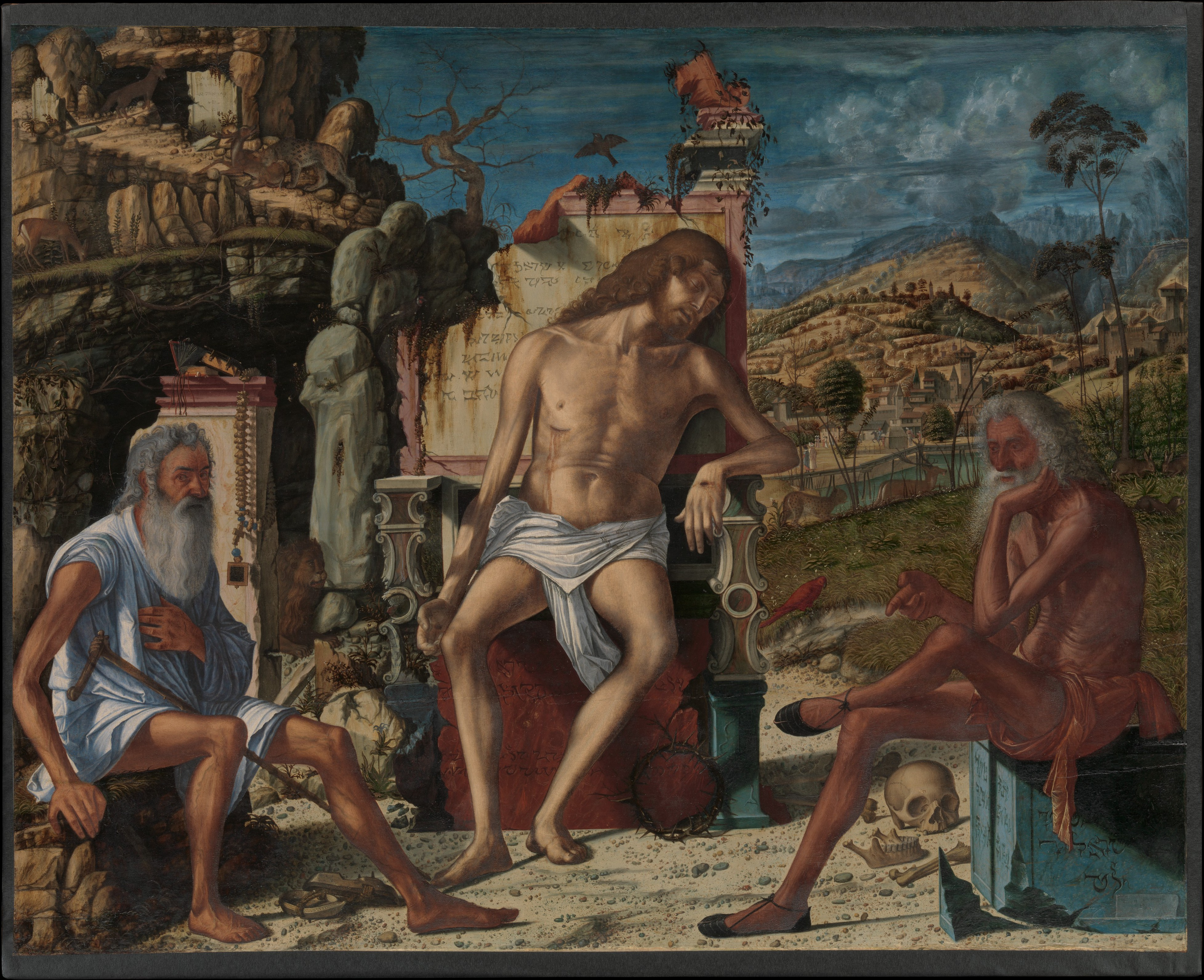
Meditazione sulla Passione

Alcune opere sono state legate agli anni delle Storie di sant'Orsola, sebbene non esistano ipotesi indiscusse sulla cronologia di esse e di gran parte della produzione di Carpaccio in generale. Tra queste vi sono l'Uomo col berretto rosso del Museo Correr, il Ritratto di dama dell'Art Museum di Denver e la Caccia in laguna del Getty Museum, parte superiore delle Due dame veneziane al Museo Correr. Soprattutto l'ultima opera è densa di effetti atmosferici, con una veduta della laguna di Venezia a volo d'uccello che ricorda da vicino l'Arrivo degli ambasciatori.
Nell'ultimo quinquennio del secolo Carpaccio eseguì una serie di dipinti a soggetto sacro in cui è chiara l'influenza di Giovanni Bellini. Ne sono un esempio il Cristo tra quattro angeli con gli strumenti della Passione (1496) del Museo civico di Udine, il Polittico di Grumello de' Zanchi della parrocchiale di Grumello del Monte (con un San Girolamo molto simile alle prove belliniane sul tema), la Madonna col Bambino e san Giovannino dello Städel, la Madonna col Bambino e le sante Cecilia e Orsola in collezione privata inglese e le due figure allegoriche della Prudenza e della Temperanza nell'High Museum of Art di Atlanta. Alle Pietà degli anni ottanta di Bellini sembra ispirarsi la Pietà carpaccesca nella collezione Serristori di Firenze, mentre Fuga in Egitto mostra un paesaggio dolce, fatto di una serena veduta che sfuma in lontananza. La Meditazione sulla Passione invece, dipinta forse agli albori del secolo, mostra influenze mantegnesche, antonelliane e ferraresi.

### Il telero per Palazzo Ducale
Al culmine della carriera ricevette, tra il 1501 e il 1502, la commissione per un vasto telero per la Sala dei Pregadi in Palazzo Ducale. All'opera, che venne terminata entro il 1507 e della quale non si conosce quale fosse il soggetto, si aggiunsero poi, più tardi, altri due "teleri" (1510 circa) per la Sala del Maggior Consiglio con Papa Alessandro III incontra ad Ancona il doge Sebastiano Ziani e lo onora procurandogli l'insegna del parasole, e Papa Alessandro III concede l'indulgenza nel giorno dell'Ascensione ai visitatori della Basilica di san Marco; quest'ultimo dipinto, forse, in collaborazione con Giovanni Bellini. Tutte queste opere furono distrutte nell'incendio del 1577, che bruciò anche le opere di Giorgione e di Tiziano ivi contenute.

### Scuola di San Giorgio degli Schiavoni

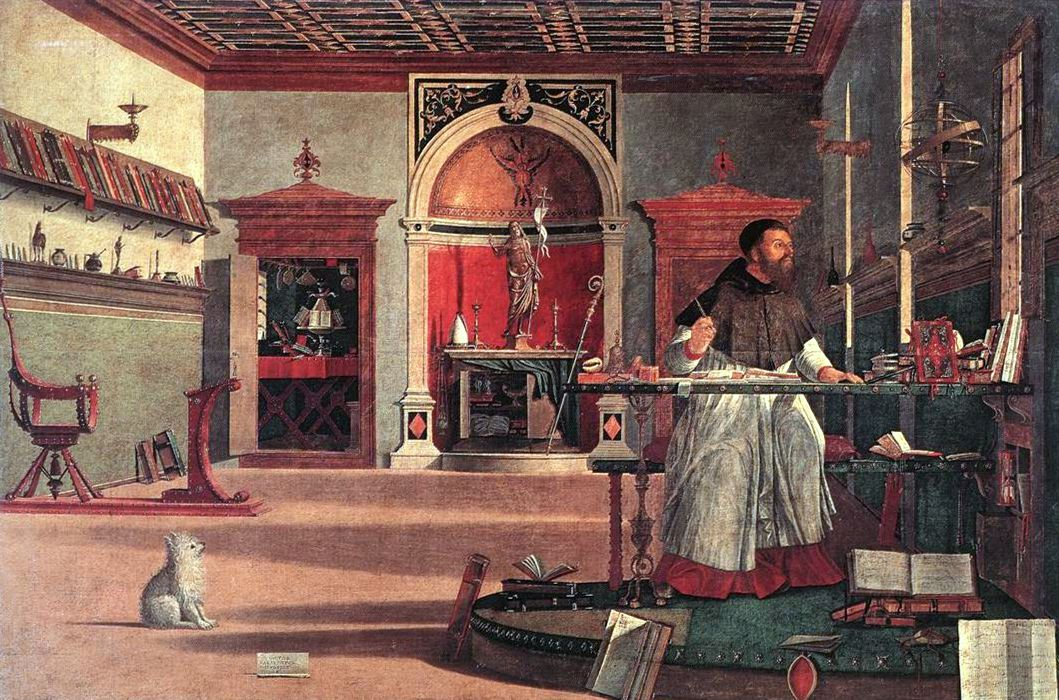
Visione di sant'Agostino

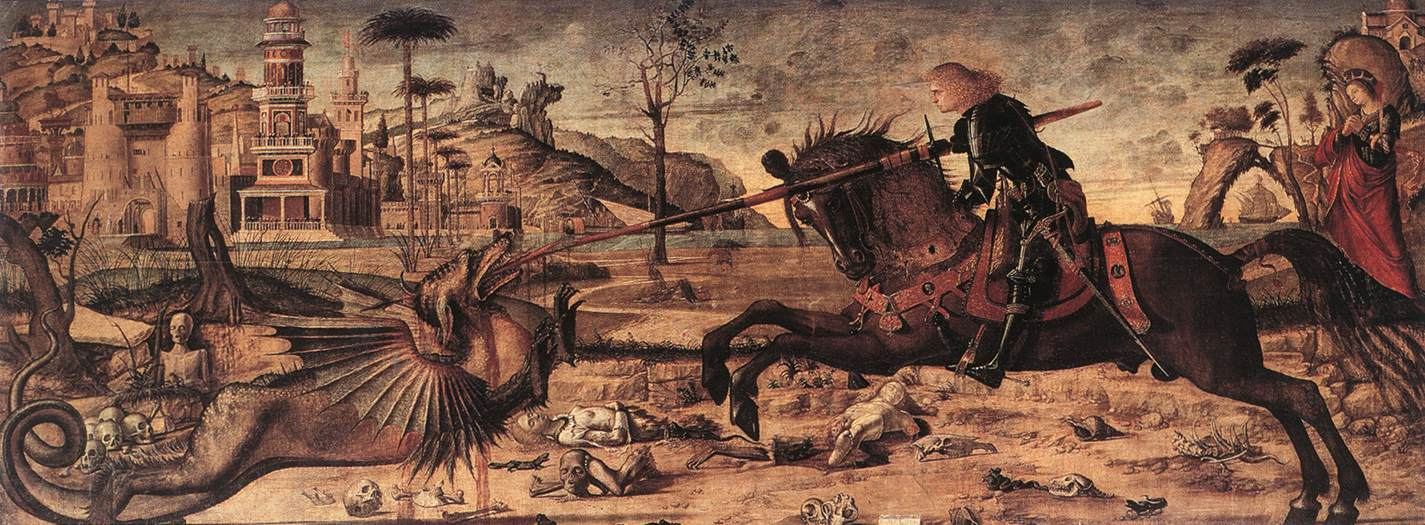
San Giorgio e il drago

All'alba del XVI secolo Carpaccio ricevette la commissione per un altro grande ciclo di teleri, questa volta destinato alla Scuola di San Giorgio degli Schiavoni, così chiamata perché raccoglieva tra i suoi membri i dalmati residenti o di passaggio a Venezia.
A differenza dei precedenti teleri per la Scuola di Sant'Orsola, dove nelle singole rappresentazioni venivano inserite più scene, in ciascuno dei teleri degli Schiavoni, realizzati tra il 1502 e il 1507 e tuttora in loco, si concentrò su un unico episodio, dedicato alle storie dei santi protettori della confraternita, Girolamo, Giorgio e Trifone, a cui si aggiunsero due storie di san Matteo, venerato dopo che la Scuola, nel 1502, ne ricevette una reliquia in dono da Paolo Vallaresso. In queste opere la semplificazione strutturale è accompagnata da un'ulteriore accentuazione fantastica, che va a fondersi con la resa minuziosa del reale creando scene credibili ma con elementi immaginari. Per le storie di san Girolamo realizzò tre teleri: San Girolamo e il leone nel convento, i Funerali di san Girolamo, Sant'Agostino nello studio. Dipinse poi un telero con San Trifone ammansisce il basilisco e tre teleri con le Storie di san Giorgio: San Giorgio in lotta con il drago, Trionfo di san Giorgio e Battesimo dei seleniti. Le Storie di san Matteo furono: Orazione nell'orto del Getsemani e Vocazione di san Matteo.
Tra i teleri più famosi ci sono il Sant'Agostino nello studio, con la scena della premonizione della morte di san Girolamo da parte di sant'Agostino ambientata in uno studiolo umanistico, gremito di oggetti per il lavoro intellettuale, e San Giorgio e il drago, con la battaglia inserita su un terreno cosparso da macabri resti.
Tutti i teleri sono datati sui cartellini 1502, tranne gli ultimi due (Battesimo dei seleniti e San Trifone che ammansisce il basilisco), datati 1507: in questi ultimi si iniziano a notare una certa stanchezza compositiva, con la riproposizione di modelli già usati, e un progressivo impoverimento del colore, soprattutto nella tela su san Trifone, che forse è in larga parte opera di collaboratori.
In queste opere, anche le migliori, il linguaggio di Carpaccio risulta ormai isolato nel contesto veneziano, quando in apertura del XVI secolo erano attivi gli stranieri Leonardo da Vinci, Albrecht Dürer e Fra Bartolomeo, mentre tra i pittori locali si andava consumando la rivoluzione del colore di Giorgione, Tiziano, Sebastiano del Piombo e Lorenzo Lotto; inoltre arrivavano le prime avvisaglie del classicismo instaurato tra Firenze e Roma da artisti come Raffaello e Michelangelo. Carpaccio non riuscì ad assorbire le novità del conterraneo Giovanni Bellini, e le sue opere iniziavano rapidamente ad apparire arcaizzanti.
Nel 1508 l'artista fu profondamente turbato quando venne chiamato a dare un giudizio, con Lazzaro Bastiani, sugli affreschi di Giorgione al Fondaco dei Tedeschi per valutarne il valore e quindi il compenso per l'artefice. L'arte di quest'ultimo, con le sue figure monumentali e i colori densi e corposi che si fondono l'un l'altro morbidamente in gradazioni luminose di valore atmosferico, si distingueva da quella di qualsiasi altro pittore dell'epoca. Né Carpaccio poteva condividere l'approccio intimistico e irrequieto del reale operato da Lorenzo Lotto, così diverso dal suo, molto più analitico e fantasioso.

### Scuola di Santa Maria degli Albanesi

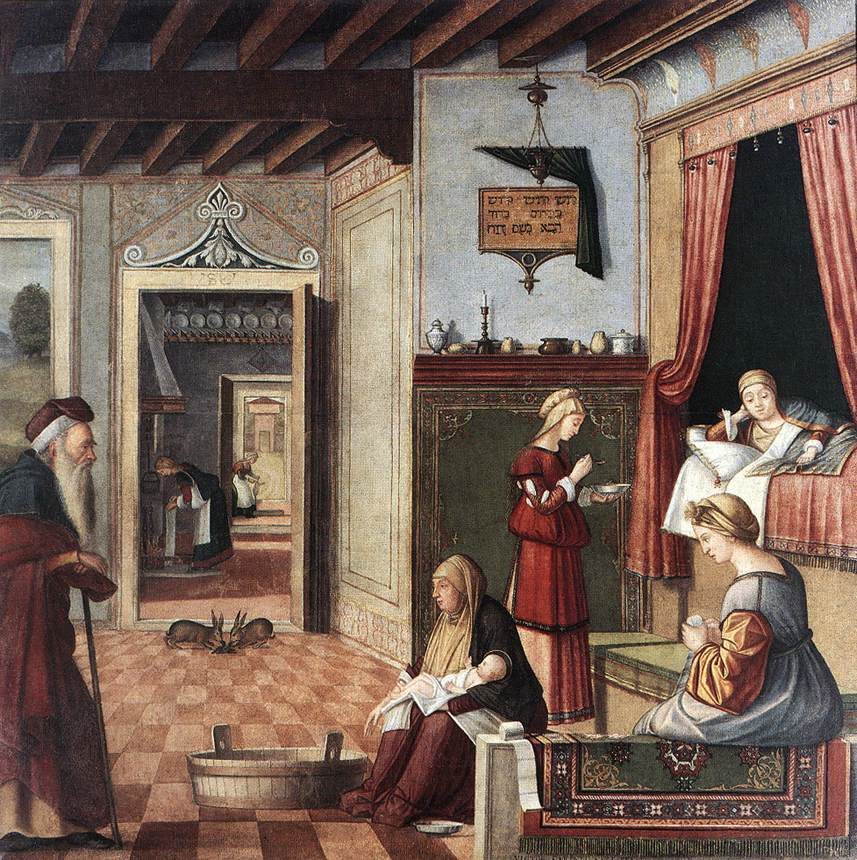
Nascita della Vergine

Un certo disorientamento dell'artista, già precettibile negli ultimi teleri per gli Schiavoni, si manifestò ancora più evidente nel ciclo di Storie della Vergine, eseguite tra il 1504 e il 1508 per la Scuola di Santa Maria degli Albanesi, rivale di quella degli Schiavoni.
I sei teleri, realizzati con il ricorso ad aiuti, sono oggi sparsi fra tre musei: la Nascita della Vergine nell'Accademia Carrara di Bergamo, la Presentazione di Maria al tempio e il Miracolo della verga fiorita alla Pinacoteca di Brera di Milano, l'Annunciazione, la Visitazione e la Morte della Vergine alla Ca' d'Oro di Venezia.
L'inventiva e la tenuta coloristica di questo ciclo sono più povere e ciò è da imputare sia ai suoi collaboratori, sia al minor impegno richiesto dalla confraternita, ma soprattutto alle difficoltà dell'artista di rinnovarsi di fronte alla rivoluzione innescata da Giorgione.

### Altre opere

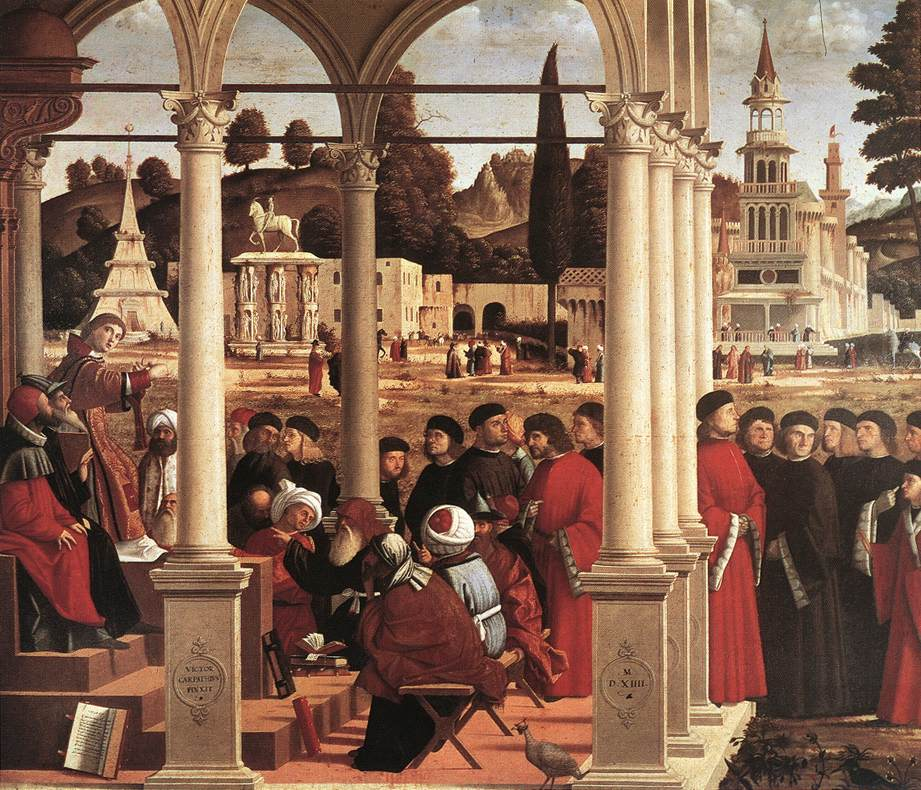
Disputa di santo Stefano

Altre opere dei primi due decenni del Cinquecento sono caratterizzate da uno stile pittorico più elevato, con un rigore prospettico calibrato e una lucido accordo di luci, colori e ombre. Ne sono un esempio la Sacra Famiglia e due donatori della Fondazione Gubelkian di Lisbona (firmato e datato 1505) o la Sacra conversazione del Musée du Petit Palais di Avignone. Spiccano poi la Madonna leggente di Washington (ottobre 1505), modellata su una figura della Nascita della Vergine per la Scuola degli Albanesi, la grande pala di San Tommaso in gloria tra i santi Marco e Ludovico di Tolosa (1507), già nella chiesa di San Pietro Martire di Murano e oggi nella Staatsgalerie di Stoccarda, o la Morte della Vergine (1508) nella Pinacoteca nazionale di Ferrara, versione del tema di ben più alto rigore della prova nella Scuola di San Giorgio. Una grande pala è la Presentazione di Gesù al Tempio, del 1510, nelle Gallerie dell'Accademia, dove è evidente l'influsso di Giovanni Bellini, in particolare della Pala di San Giobbe, anche se i colori di Carpaccio sono più smaltati, legati a una nostalgica e ormai arcaica rievocazione dell'antonellismo.
Punto culminate della produzione di questi anni è il Ritratto di cavaliere, del 1510, con una ricca descrizione dei dettagli naturali.
Verso il 1510 Carpaccio completò la prima serie di teleri per la Sala del Maggior Consiglio di Palazzo Ducale, che gli valse la qualifica di pittore ufficiale della Repubblica. Carpaccio di questa nomina fu molto orgoglioso, come si evince dalla lettera datata 15 agosto 1511 al marchese di Mantova Francesco Gonzaga, con la quale loda la sua Veduta di Gerusalemme appena inviata, ricordando che, a garanzia della qualità dell'opera, egli è «quel pictor dallo excell. Consilio de i Diece conducto per dipingere in Salla Granda, dove la Sig.a V.a se dignò a scendere sopra il solaro a veder l'opra nostra che è la historia de Ancona. Et il nome mio è dicto Victor Carpathio».
La nomina coincide con un periodo di carenza di pittori a Venezia: nel 1510 era infatti morto Giorgione, e l'anno successivo partì per Roma Sebastiano del Piombo, mentre Lorenzo Lotto e il Pordenone erano occupati in peregrinazioni nell'Italia settentrionale e restava solo il vecchio Giovanni Bellini, che sarebbe morto nel 1516. In quegli anni iniziava però a emergere Tiziano, impegnato inizialmente soprattutto a Padova.

### Scuola di Santo Stefano
Tra il 1511 e il 1520 realizza i cinque teleri con le Storie di santo Stefano per la Scuola di Santo Stefano, di cui ne rimangono solo quattro. Queste scene mostrano la ripetizione di modelli e schemi di dipinti passati, con maggiore cura nella descrizione delle vesti che non nelle fisionomie. Nonostante fossero meno apprezzate di quelle che sono ritenuti i suoi capolavori, l'artista riuscì a ottenere apprezzamenti critici grazie a scene come la sua Disputa di santo Stefano, dove l'ariosa ambientazione in una loggia è in contrasto con la pungente stravaganza degli edifici dello sfondo.
Nel 1513 dipinse una Cena in Emmaus per il banchiere e diarista veneziano Girolamo Priuli, opera donata in seguito da quest'ultimo al patriarca Antonio Contarini che volle ornare con essa la sua cappella nella chiesa di San Salvador.

### Ultima produzione

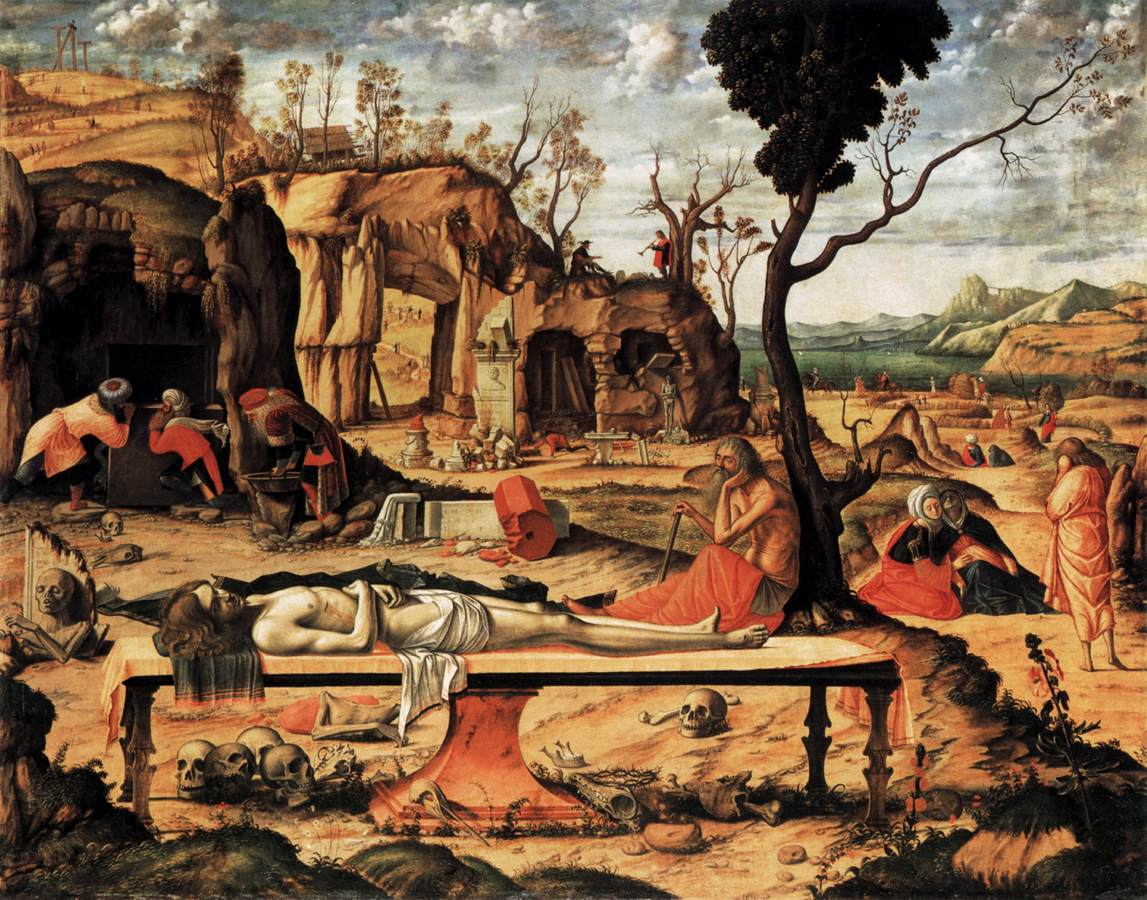
Cristo morto

Come altri celebrati maestri italiani della sua generazione (Perugino, Luca Signorelli, lo stesso Andrea Mantegna), dopo un periodo di successi visse una crisi intorno agli inizi del XVI secolo per le difficoltà ad assimilare gli apporti rivoluzionari e moderni di Leonardo da Vinci, Michelangelo, Raffaello, Giorgione e Tiziano. Visse gli ultimi anni relegato in provincia, dove il suo stile ormai attardato trovava ancora ammiratori.
La tarda attività è riservata in parte alla provincia e condivisa con i figli Benedetto e Piero. In queste opere la qualità del colore e la forza espressiva vengono ancora meno, con un ricorso sempre più ampio agli aiuti di bottega. Ne sono un esempio il Polittico di Santa Fosca del 1514, o la pala per la chiesa di San Vidal a Venezia. Si manifesta nel frattempo un gusto per composizioni o parti delle composizioni sempre più affollate, come nei Diecimila martiri di Ararat del 1515.
Tra i polittici per chiese delle aree periferiche della Repubblica ci sono in questi anni opere per Capodistria (1516-1523), Pirano (1518), Pozzale (1519) e Chioggia (1520).
Stimolarono il suo interesse solo due opere di questo periodo, quali il Leone di San Marco (1516), con un'allusiva veduta di Venezia, e l'allucinato Cristo morto (1520), cosparso di innumerevoli simboli di morte e con vari episodi frammentari della vita di Cristo nello sfondo, tutti legati alla fine della vita terrena di Cristo e alla caducità di quella dell'uomo.
Dal 1522 al 1523 fu impegnato in commissioni per il patriarca Antonio Contarini, e un documento del 28 ottobre 1525 lo dichiara ancora in vita. Il 26 giugno 1526 però, in una testimonianza, il figlio Pietro lo ricorda già morto.

## Opere principali

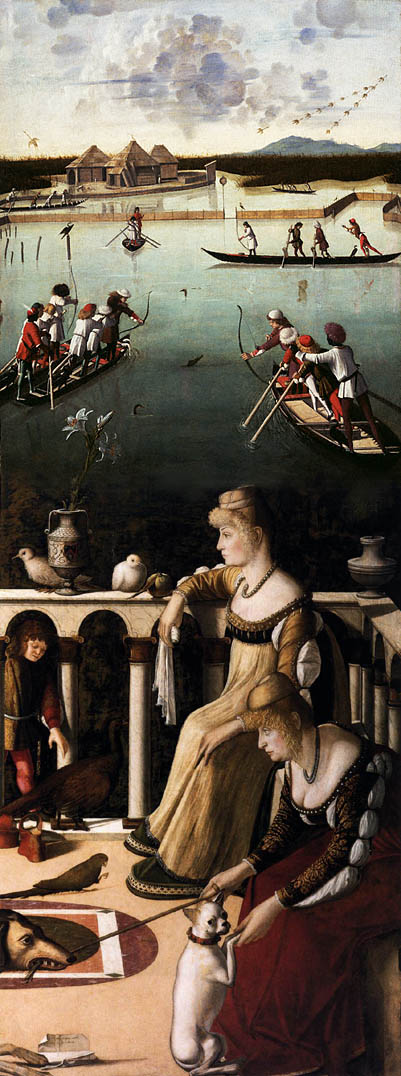
Caccia in laguna e Due dame veneziane

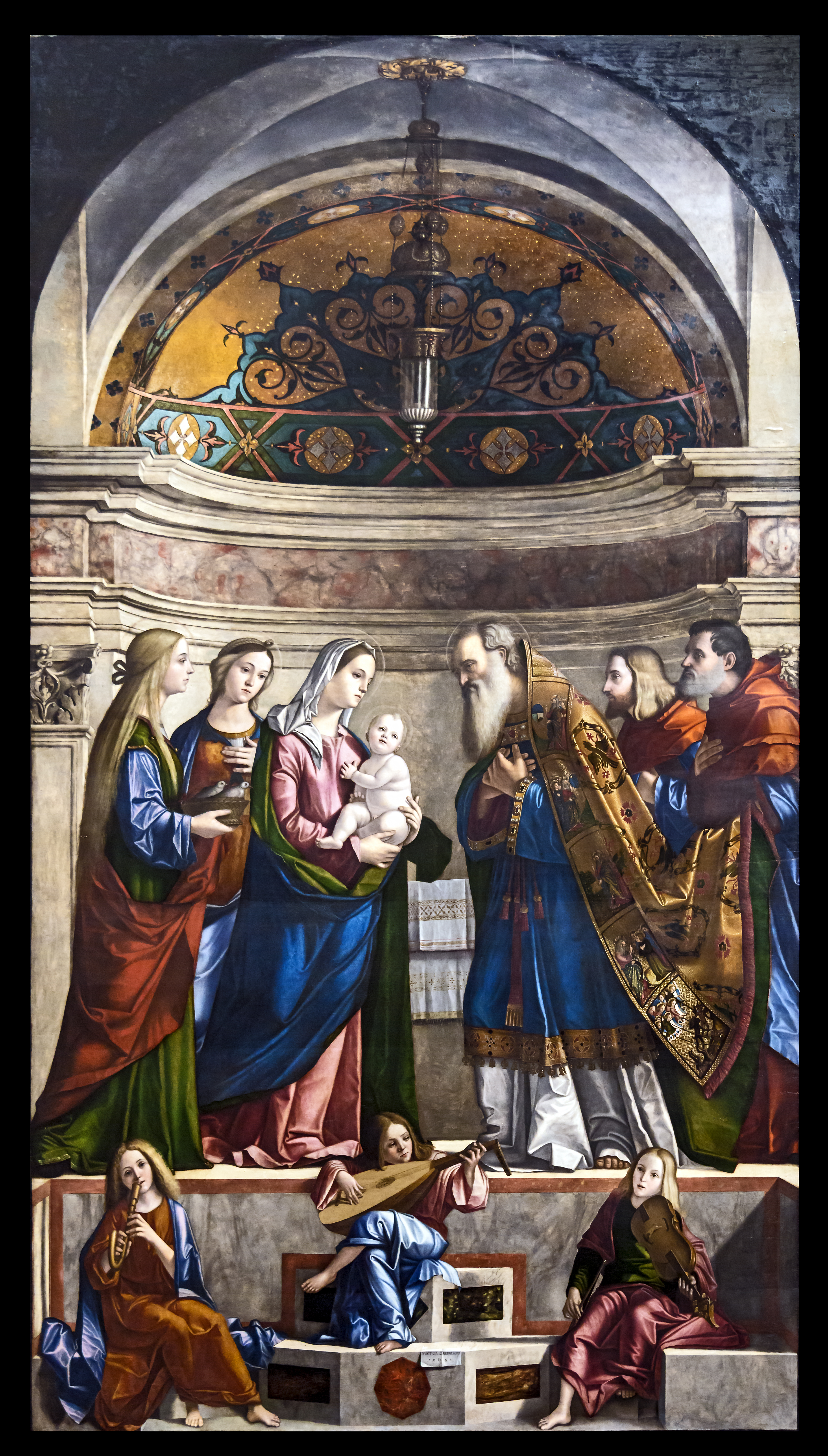
Presentazione di Gesù al Tempio

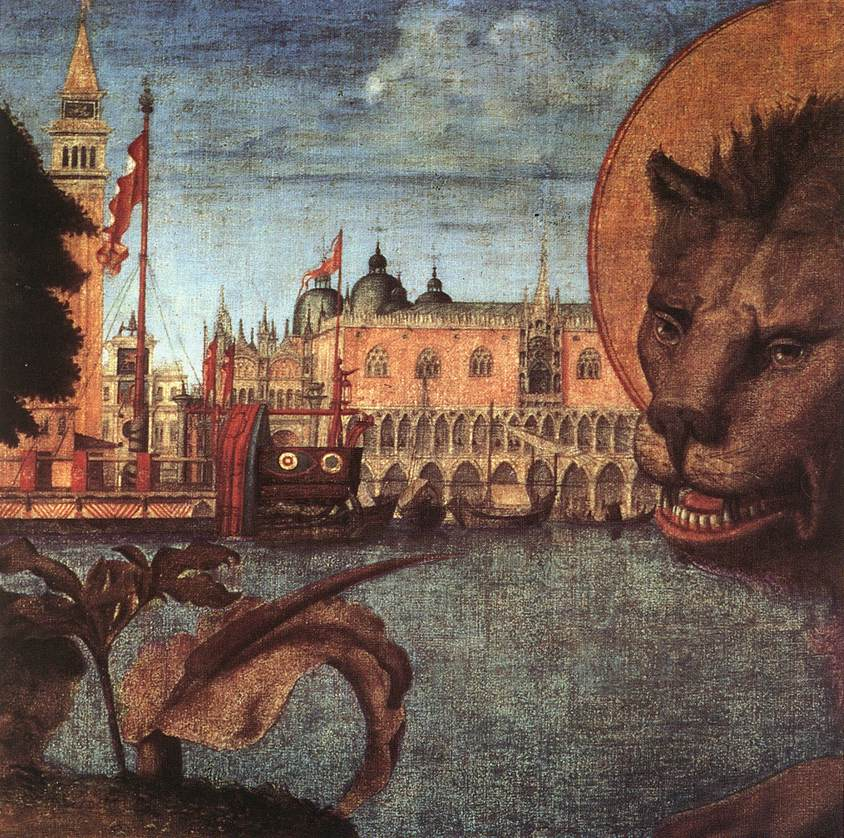
Leone di San Marco, dettaglio

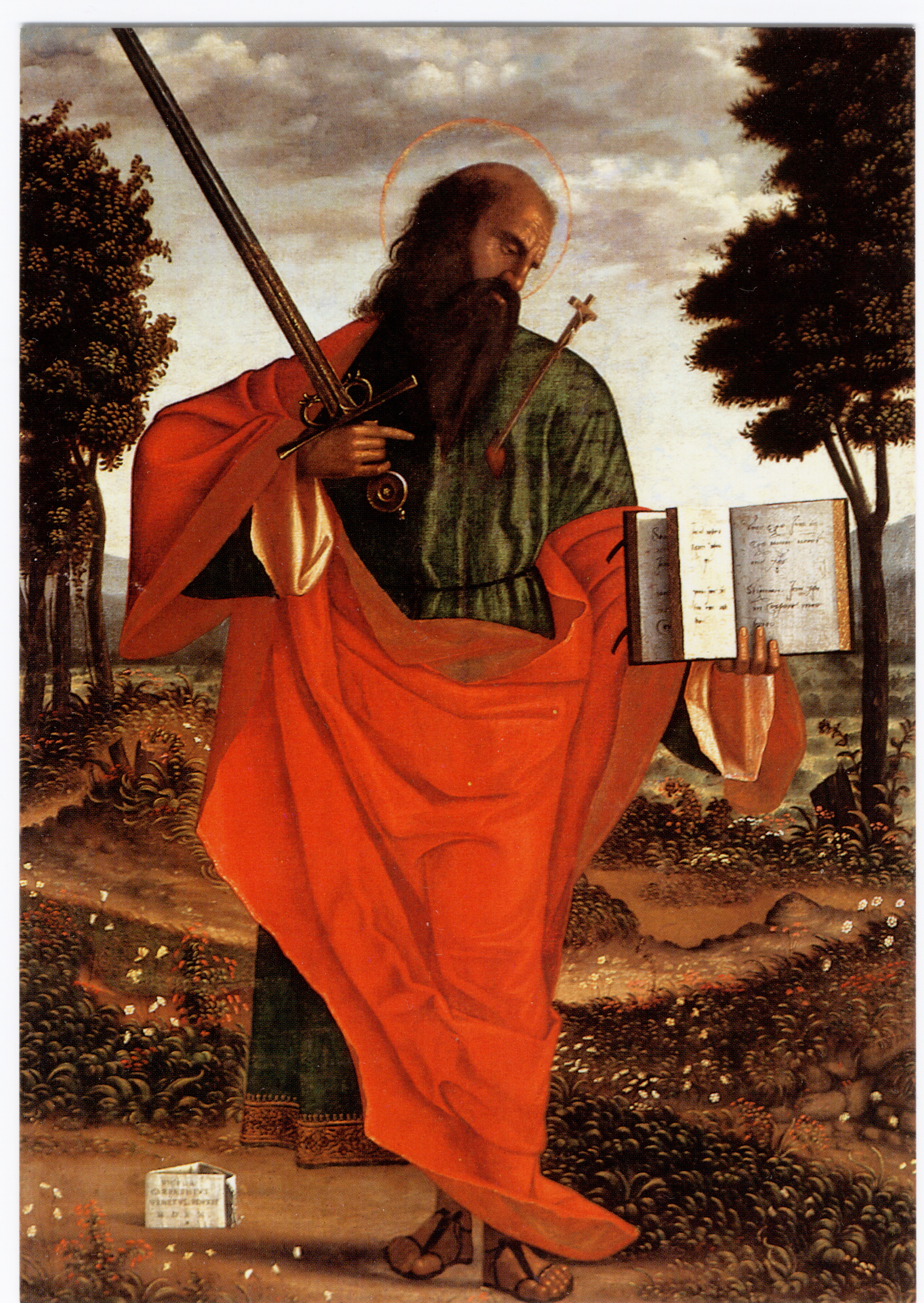
San Paolo stimmatizzato

- Redentore benedicente tra quattro apostoli, 1480-1490 circa, olio su tavola, 70×68 cm, collezione privata
- Pietà, 1480-1490 circa, già a Firenze, Collezione Contini-Bonacossi
- Polittico di Zara, 1480-1490 circa, Zara, Cattedrale
- Alabardieri e anziani, 1490-1493 circa, tempera su tela, 68×42 cm, Firenze, Galleria degli Uffizi
- Storie di sant'Orsola, 1490-1495, Venezia, Gallerie dell'Accademia
  - Arrivo dei pellegrini a Colonia, 1490, tempera su tela, 280×255 cm
  - Apoteosi di Sant'Orsola e delle sue compagne, 1491, tempera su tela, 841×336 cm
  - Incontro dei pellegrini con papa Ciriaco, 1491-1493, tempera su tela, 281×307 cm
  - Martirio dei pellegrini e funerali di sant'Orsola, 1493, tempera su tela, 271×561 cm
  - Incontro dei fidanzati e partenza dei pellegrini, 1495, tempera su tela, 280×611 cm
  - Sogno di sant'Orsola, 1495, tempera su tela, 274×267 cm
  - Arrivo degli ambasciatori inglesi alla corte del re di Bretagna, 1495 circa, olio su tela, 275×589 cm
  - Commiato degli ambasciatori, 1495 circa, olio su tela, 280×253 cm
  - Ritorno degli ambasciatori alla corte inglese, 1495 circa, olio su tela, 297×527 cm
- Presentazione di Gesù al Tempio, 1491-1510 circa, tempera su tela, 421×236 cm, Venezia, Gallerie dell'Accademia
- Uomo col berretto rosso, 1490-1493, tempera su tavola, 35×23 cm, Venezia, Museo Correr
- Caccia in laguna, 1490-1495 circa, olio su tavola, 76×65 cm, Los Angeles, Getty Museum
- Due dame veneziane, 1490-1495 circa, olio su tavola, 94×64 cm, Venezia, Museo Correr
- Ritratto di dama, 1495-1498 circa, olio su tavola, 29×24 cm, Roma, Galleria Borghese
- Ritratto di dama, 1495-1500 circa, 43×31 cm, Denver, Denver Art Museum
- Miracolo della reliquia della Croce a Rialto, 1496 circa, olio su tavola, 365×389 cm, Venezia, Gallerie dell'Accademia
- Cristo tra quattro angeli con gli strumenti della Passione, 1496, olio su tela, 162×163 cm, Udine, Civici musei e gallerie di storia e arte
- Polittico, 1496-1500 circa, Grumello del Monte, parrocchiale
- Madonna col Bambino e san Giovannino, 1496-1500 circa, olio su tavola, 69×54 cm, Francoforte, Städel
- Madonna col Bambino e le sante Cecilia e Orsola, 1496-1500 circa, già in collezione Morosini, collezione privata inglese
- Temperanza, 1496-1500 circa, Atlanta, High Museum of Art
- Prudenza, 1496-1500 circa, Atlanta, High Museum of Art
- Pietà, 1496-1500 circa, Firenze, Palazzo Serristori
- Santa Caterina d'Alessandria e Santa Veneranda, 1500 circa, tempera su tavola, Verona, Museo di Castelvecchio
- Fuga in Egitto, 1500-1510 circa, tempera su tavola, 73×111 cm, Washington, National Gallery of Art
- Teseo riceve l'ambasceria di Ippolita, 1500-1510 circa, Parigi, Museo Jacquemart-André
- Meditazione sulla Passione, 1500-1510 circa, olio e tempera su tavola, 70,5×86,7 cm, New York, Metropolitan Museum
- Telero per Palazzo Ducale, 1502-1507 circa, perduto
- Storie dei santi Girolamo, Giorgio, Trifone e Matteo, 1502-1507, tempera su tela, Venezia, Scuola di San Giorgio degli Schiavoni
  - Orazione nell'orto del Getsemani, 1502, 141×107 cm
  - Vocazione di san Matteo, 1502, 141×115 cm
  - Sant'Agostino nello studio, 1502, 141×210 cm
  - San Girolamo e il leone nel convento, 1502, 141×211 cm
  - Funerali di san Girolamo, 1502, 141×211 cm
  - San Giorgio e il drago, 1502, 141×360 cm
  - Trionfo di san Giorgio, 1502, 141×360 cm
  - Battesimo dei seleniti, 1507, 141×285 cm
  - San Trifone ammansisce il basilisco, 1507, 141×300 cm
- Storie della Vergine, 1504-1508, olio su tela, già a Venezia, Scuola di Santa Maria degli Albanesi
  - Natività della Vergine, 128×137 cm, Bergamo, Accademia Carrara
  - Presentazione della Vergine al Tempio, 1505, 130×137 cm, Milano, Pinacoteca di Brera
  - Miracolo della verga fiorita (o Sposalizio della Vergine), 1505, 130×140 cm, Milano, Pinacoteca di Brera
  - Annunciazione, 130×140 cm, 1504, Venezia, Galleria Franchetti della Ca' d'Oro
  - Visitazione, 130×140 cm, Venezia, Museo Correr, in deposito alla Galleria Franchetti della Ca' d'Oro
  - Morte della Vergine, 130×141 cm, Venezia, Galleria Franchetti della Ca' d'Oro
- Sacra Famiglia e donatori, 1505, tempera su tela, 90×136 cm, Lisbona, Museu Calouste Gulbenkian
- Sacra conversazione, 1505 circa, olio su tavola, 96×126 cm, Avignone, Musée du Petit Palais
- Sacra conversazione, 1505 circa, Karlsruhe, Staatliche Kunsthalle Karlsruhe
- Sacra conversazione, 1505 circa, Tucson, University of Arizona
- Madonna leggente, ottobre 1505, tempera su tela, 78×51 cm, Washington, National Gallery of Art
- Cristo benedicente, 1505-1510 circa, olio su tavola, 58×46,5 cm, New Orleans, Isaac Delgado Museum
- Madonna col bambino benedicente, 1505-1510 circa, tempera su tela, 85×68 cm, Washington, National Gallery of Art
- San Tommaso in gloria tra i santi Marco e Ludovico di Tolosa, 1507, tempera su tela, 264×171 cm, Stoccarda, Staatsgalerie
- Morte della Vergine, 1508, olio su tavola, 242×147 cm, Ferrara, Pinacoteca nazionale
- Presentazione di Gesù al Tempio, 1510, tempera su tavola, 421×236 cm, Venezia, Gallerie dell'Accademia
- Ritratto di cavaliere, 1510, olio su tela, 218×152 cm, Madrid, Collezione Thyssen-Bornemisza
- Ritratto di nobile veneziano, 1510 circa, olio su tavola, 35,6x27,3cm, Pasadena, Norton Simon Museum[7]
- Papa Alessandro III ad Ancona conferisce al doge Sebastiano Ziani l'insegna del parasole, 1510 circa, su tela, già a Venezia nella Sala del Maggior Consiglio di Palazzo Ducale, distrutto nel 1577
- Papa Alessandro III concede l'indulgenza nel giorno dell'Ascensione ai visitatori della basilica di San Marco (forse in collaborazione con Giovanni Bellini), 1510 circa, su tela, già a Venezia nella Sala del Maggior Consiglio di Palazzo Ducale, distrutto nel 1577
- Profeta, (attribuito), 1510 circa, olio su tela, 186×87 cm, Firenze, Galleria degli Uffizi
- Sibilla, (attribuito), 1510 circa, olio su tela, 186×87 cm, Firenze, Galleria degli Uffizi
- Cena in Emmaus. 1513. olio su tela, 260 x 375 cm, Venezia, chiesa di San Salvador
- Storie di santo Stefano, 1511-1520, olio su tela
  - Processo di santo Stefano, perduto
  - Santo Stefano e sei suoi compagni consacrati diaconi da san Pietro, 1511, 148×231 cm, Berlino, Gemäldegalerie
  - Predica di santo Stefano, 1514, 152×195 cm, Parigi, Louvre
  - Disputa di santo Stefano, 1514, 147×172 cm, Milano, Pinacoteca di Brera
  - Lapidazione di santo Stefano, 1520, 142×170 cm, Stoccarda, Staatsgalerie
- Polittico di Santa Fosca, 1514, smembrato tra il Museo Correr di Venezia, la Strossmayerova Galerija di Zagabria e l'Accademia Carrara di Bergamo
- Pala di San Vitale, 1514, Venezia, chiesa di San Vitale
- Diecimila martiri del monte Ararat, 1515, olio su tela, 307×205 cm, Venezia, Gallerie dell'Accademia
- Leone di San Marco, 1516, tempera su tela, 130×368 cm, Venezia, Palazzo Ducale
- Polittico di Capodistria, 1516-1523, Capodistria
- Polittico di Pirano, 1518, Pirano
- Polittico di Pozzale, 1519, Pozzale
- San Paolo stimmatizzato, 1520, Chioggia, chiesa di San Domenico
- Cristo morto, 1520, olio su tavola, 145×185 cm, Berlino, Gemäldegalerie

## Omaggi
- La pietanza consistente in fettine sottilissime di controfiletto di manzo crudo disposte su un piatto e decorate alla Kandinskij, con una salsa che viene chiamata universale, inventata nel 1950 da Giuseppe Cipriani, proprietario e chef dell'Harry's Bar di Venezia. Cipriani intitolò tale piatto "Carpaccio" proprio in onore di Vittore Carpaccio, poiché il colore della carne cruda gli ricordava i colori intensi dei quadri del pittore veneziano, delle cui opere si teneva in quel periodo una mostra nel Palazzo Ducale di Venezia.[8][9]  Secondo alcuni il quadro del Carpaccio che avrebbe ispirato Cipriani sarebbe la Predica di santo Stefano (Museo del Louvre, Parigi).[10] Il successo del "carpaccio" è stato tale che oggi tale termine non indica la ricetta originale dell'Harry's Bar, ma con esso si definisce genericamente un piatto a base di fettine di carne o pesce crudi o semi-crudi a cui vengono aggiunti olio e scaglie di formaggio grana o altri ingredienti a seconda della versione, e financo ricette a base di pietanze cotte (è il caso, ad esempio, del carpaccio di polpo, la cui ricetta prevede la cottura del polpo prima del procedimento di preparazione del carpaccio). Cipriani non era nuovo a contaminazioni tra pittura ed enogastronomia, avendo inventato nel 1948 il famoso cocktail Bellini[11], a base di vino bianco frizzante (usualmente del prosecco o dello spumante brut) e polpa frullata fresca di pesca bianca. Di conseguenza il cocktail ha un caratteristico colore rosato, che ricordò a Cipriani il colore della toga di un santo in un dipinto del pittore Giovanni Bellini, al quale intitolò la bevanda, oggi diffusa nei bar di tutto il mondo.

## Filmografia su Carpaccio
- cortometraggio Carpaccio di Umberto Barbaro e Roberto Longhi (1947)
- lungometraggio Pictura (segmento "Vittore Carpaccio") di Ewald André Dupont, Luciano Emmer e Robert Hessens (1951)